# 吉林机务段
吉林机务段（简称：沈局吉段）是中國沈阳铁路局的一个直属段，总部位于吉林省吉林市龙潭区棋盘大街。
吉林机务段位于吉舒铁路与九江铁路旁，南侧向棋盘站有2条股道接入，北侧向金珠站有1条股道接入。

## 历史
- 1912年，吉林机务段成立，位于吉林市昌邑区四川街。
- 2009年，因吉林站扩建改造，搬迁至现址。

## 机车配属
2012年初共有285台机车，其中有DF11型、DF11G型，DF4D型、HXN5型。